# Philippe Baqué
Philippe Baqué est un journaliste et réalisateur de documentaires français né le 26 mars 1960. Il est connu pour ses critiques de l'industrialisation des techniques agricoles et en particulier de l'industrie « bio ».

## Carrière
De 1987 à 1997, Philippe Baqué a produit des articles pour les revues Le Monde diplomatique, Nouveau Politis, Témoignage chrétien, Faim et Développement magazine, Campagnes solidaires, Maintenant et Cahiers de l’Iremam.
De 1992 à 2003, il réalise des enquêtes pour des documentaires audiovisuels.
En 1999, il publie l’ouvrage Un nouvel or noir ou le Pillage des objets d’art en Afrique puis des articles d’investigation sur ce sujet.
En 2003, il est journaliste au Monde diplomatique.
Philippe Baqué a été coordinateur de projet pour le livre De la bio alternative aux dérives du bio business, quel sens donner à la bio ? (alternative aux excès de la « bio » business). Celle-ci était soutenue par les associations Alterravia, Nature et progrès, la Confédération paysanne, Minga et le Forum civique européen. Ce travail rassemble des écrits de différents auteurs sur les dommages causés par le bio business.
Baqué s’est intéressé[Quoi ?], par son documentaire de 2001 L'Eldorado de plastique sur l’Andalousie, le Brésil et la Colombie.
En mars 2011, Philippe Baqué a publié un article sur les élevages de volailles. Il y affirme qu’il y avait souvent peu de différences avec les techniques intensives classiques, comme c’est le cas pour de nombreux fruits et légumes « biologiques, ».
En octobre 2017, il publie le livre Homme augmenté, Humanité diminuée : d'Alzheimer au transhumanisme, la science au service d'une idéologie hégémonique et mercantile, qui aborde le thème des conséquences, pour l'humain, des progrès des biotechnologies.

## Filmographie
| année | titre                                                    |
| ----- | -------------------------------------------------------- |
| 2007  | Le Beurre et l'Argent du beurre                          |
| 2001  | L'Eldorado de plastique avec Arlette Girardot            |
| 1998  | Melilla, l'Europe au pied du mur                         |
| 1997  | Carnets d'expulsions, de Saint-Bernard à Bamako et Kayes |
| 1996  | Touaregs, voix de l'exil                                 |
| 1991  | Tobbere Kosam, poussiere de lait                         |
| 1995  | L'Homme qui marche                                       |
| 1994  | Keita, l'héritage du griot                               |